# Велика Сюга
Велика Сюга́ (рос. Большая Сюга) — присілок в Можгинському районі Удмуртії, Росія.
Урбаноніми:
- вулиці — Верхня, Гужова, Молодіжна, Нижня, Хутірська, Шкільна

## Населення
Населення — 168 осіб (2010; 210 в 2002).
Національний склад станом на 2002 рік:
- росіяни — 69 %
- удмурти — 28 %